# Hiwot Ayalew
Hiwot Ayalew (née le 6 mars 1990 dans la province du Godjam) est une athlète éthiopienne, spécialiste du 3 000 mètres steeple. Elle est la sœur cadette de Wude Ayalew.

## Biographie
En 2011, Hiwot Ayalew se classe deuxième du meeting Ligue de diamant de Londres, derrière la Kényane Milcah Cheywa, en améliorant sa meilleure marque personnelle sur 3 000 steeple en 9 min 23 s 88. Elle participe aux Jeux africains de Maputo, au Mozambique, où elle remporte la médaille d'argent du steeple en 10 min 0 s 57, devancée au finale par la Kényane Hyvin Jepkemoi.
L'année suivante, en 2012, l’Éthiopienne se classe troisième des meetings d'Eugene et d'Oslo, derrière Milcah Cheywa et Sofia Assefa, et améliore à ces deux occasions son record personnel en signant successivement les temps de 9 min 15 s 84 et 9 min 9 s 61.
En août 2014, à Marrakech, Hiwot Ayalew devient championne d'Afrique du 3 000 m steeple, devant sa compatriote Sofia Assefa, en établissant un nouveau record des championnats en 9 min 29 s 54. Elle remporte la Ligue de diamant 2014, grâce notamment à ses succès obtenus aux meeting de Saint-Denis, Glasgow et Stockholm. En fin de saison, elle se classe deuxième de la coupe continentale d'athlétisme, devancée par l'Américaine Emma Coburn.
En septembre 2015, elle prend la deuxième place des Jeux africains, tout comme en 2011.

### Palmarès
| Date | Compétition                    | Lieu             | Résultat | Épreuve         |
| ---- | ------------------------------ | ---------------- | -------- | --------------- |
| 2011 | Jeux africains                 | Maputo           | 2e       | 3 000 m steeple |
| 2013 | Championnats du monde de cross | Bydgoszcz        | 2e       | Individuel      |
| 2014 | Championnats d'Afrique         | Marrakech        | 1re      | 3 000 m steeple |
| 2014 | Coupe continentale             | Marrakech        | 2e       | 3 000 m steeple |
| 2014 | Ligue de diamant               | Ligue de diamant | 1re      | 3 000 m steeple |
| 2015 | Championnats du monde          | Pékin            | 6e       | 3 000 m steeple |
| 2015 | Ligue de diamant               | Ligue de diamant | 4e       | 3 000 m steeple |
| 2015 | Jeux africains                 | Brazzaville      | 2e       | 3000 m steeple  |

### Records
| Épreuve         | Performance   | Lieu | Date        |
| --------------- | ------------- | ---- | ----------- |
| 3 000 m steeple | 9 min 09 s 61 | Oslo | 7 juin 2012 |